# يوهان ياكوب باخ
يوهان ياكوب باخ (بالسويدية: Johann Jacob Bach؛ بالألمانية: Johann Jacob Bach) هو زمّار وملحن سويدي وألماني، ولد في 1682 في أيسناخ في ألمانيا، وتوفي في 1722 في ستوكهولم في السويد.

## وصلات خارجية
- يوهان ياكوب باخ على موقع ميوزك برينز (الإنجليزية)